# Кодовилья, Викторио
Викторио Кодовилья (исп. Victorio Codovilla, 8 февраля 1894, Оттобьяно, провинция Павия, Италия — 15 апреля 1970, Москва, СССР) — аргентинский коммунист итальянского происхождения.

## Биография
Родился 8 февраля 1894 года в деревне Оттобиано (Италия) в семье мелкого торговца. Учился в коммерческом училище. В 1911 году вступил в Социалистическую партию Италии. В 1912, в связи с преследованиями за революционную деятельность, эмигрировал в Аргентину, где вступил в Социалистическую партию Аргентины и вскоре возглавил её левое крыло.
Является одним из основателей газеты «Интернасьональ» (исп. La Internacional). В 1918 году участвовал в основании Коммунистической партии Аргентины. Член ЦК и Исполкома ЦК КПА с момента её создания.
- 1926—1928 — представитель КПА при Исполкоме Коминтерна.
- 1928—1930 — секретарь Южноамериканского бюро Коминтерна.
- 1941—1963 — секретарь ЦК КПА.

С 1963 председатель КПА. Неоднократно подвергался тюремному заключению и ссылкам за революционную деятельность. В 1969 году награждён орденом Октябрьской Революции. Умер 15 апреля 1970 года в Москве.

## Память
- В 1965 году в Москве в его честь была названа средняя общеобразовательная школа № 65 с преподаванием ряда предметов на испанском языке имени Викторио Кодовильи (ныне Государственное образовательное учреждение средняя общеобразовательная школа № 1237 с углубленным изучением испанского языка имени Пабло Неруды.)
- В 1970 году в его честь была названа площадь в Москве[1][2].
- Имя «Викторио Кодовилья» носил танкер Латвийского Морского Пароходства.